# Famille Edgcumbe
Cette page explique l’histoire ou répertorie les différents membres de la famille Edgcumbe.
La famille Edgcumbe est une famille subsistante de la noblesse britannique, originaire du comté de Cornouailles. Elle s'est distinguée par les fonctions politiques et militaires occupées par ses membres.
Elle a été illustrée par George Edcgumbe, 1er comte de Mount Edgcumbe, amiral (1720-1795).

## Histoire
La famille Edcgumbe est originaire du comté de Cornouailles.
Richard Edgcumbe se range du côté d'Henri VII d'Angleterre de la Maison Tudor lors de la guerre des Deux-Roses et occupe plusieurs fonctions en récompense de son soutien.
Piers Edgcumbe et son fils Richard soutiennent la cause royaliste de Charles II d'Angleterre et sont récompensés à la Restauration.
Il s'agit d'une ancienne famille de notables qui s'est fait reconnaître dans le milieu politique et militaire. Elle siège à la Chambre des communes dès le XVe siècle.
Le siège ancestrale de la famille est Mount Edgcumbe House construit sous l'impulsion de Richard Edgcumbe entre 1547 et 1553 par Robert Smythson.

## Personnalités
- Richard Edgcumbe (≈1443-1489), homme politique[3] ;
- Richard Edgcumbe, 1er baron Edgcumbe (1680-1758), homme politique, arrière arrière arrière arrière arrière petit-fils du précédent ;
- Richard Edgcumbe, 2e baron Edgcumbe (1716-1761), homme politique, fils du précédent ;
- George Edcgumbe, 1er comte de Mount Edgcumbe (1720-1795), homme politique et militaire, frère du précédent ;
- Richard Edgcumbe, 2e comte de Mount Edgcumbe (1764-1839), homme politique, fils du précédent ;
- Ernest Edgcumbe, 3e comte de Mount Edgcumbe (1797-1861), homme politique, fils du précédent ;
- William Edgcumbe, 4e comte de Mount Edgcumbe (1833-1917), homme politique, fils du précédent ;
- Piers Edgcumbe, 5e comte de Mount Edgcumbe (1865-1944), homme politique et militaire, fils du précédent ;
- George Edcgumbe (1800-1882), homme politique, fils Richard Edgcumbe, 2e comte de Mount Edgcumbe ;
- Kenelm Edgcumbe, 6e comte de Mount Edgcumbe (1873-1965), petit-fils du précédent ;
- Edward Edgcumbe, 7e comte de Mount Edgcumbe (1903-1982), homme politique, cousin du précédent ;
- Robert Edgcumbe, 8e comte de Mount Edgcumbe (1939-2021), homme politique et homme d'affaires, neveu du précédent.

## Titres et armoiries

### Titres
- Comte de Mount Edgcumbe (31 août 1789)[4],[5]
(Pairie de Grande-Bretagne)
  - Vicomte Mount Edgcumbe et Valletort (1781) (Pairie de Grande-Bretagne)
  - Baron Edgcumbe (20 avril 1742)
(Pairie de Grande-Bretagne)

### Armoiries
« De gueules à la bande de contre-hermine chargée de trois hures de sanglier coupées d'argent et côtoyée de deux filets d'or. »

## Généalogie
Cet arbre généalogique représente la lignée agnatique, par conséquent seul la descendance patronymique est développée.

### Arbre généalogique de la famille Edgcumbe
Arbre généalogique de la famille Edgcumbe
- William Edgcumbe (1334-1380) X (1352) Hilaria de Cotehele (1330-1381)
  - Peter Edgcumbe (1354-?)
  - William Edgcumbe (1378-1434) X (1414) Joan Densett (1390-1415)
    - Piers Edgcumbe (1415-1455) X (1437) Elizabeth Holland (1422-1500)
      - Richard Edgcumbe (≈1443-1489) X (1452) Joan Tremayne (1443-1492)
        - John Edgcumbe (1467-?)
        - Piers Edgcumbe (1472-1539) X  (1493) Joan Derneford (1473-1530) puis épouse Katherine St John de Bletso (?-1553) en 1530.
          - Richard Edgcumbe (1499-1561) X (1516) Elizabeth Arundell (sans descendance) puis épouse Elizabeth Tragian (1514-1562) en 1535 (dont descendance) puis épouse Winifred Essex (1515-1565) (sans descendance).
            - Elizabeth Edgcumbe (1532-1580) X (1555) Thomas Carew (1527-1564)
            - Piers Edgcumbe (1537-1608) X (1555) Margaret Luttrell (1538-1580)
              - Margaret Edgcumbe (1560-1648) X (1582) Edward Denny (1547-1600)
              - Richard Edgcumbe (1564-1639) X (1608) Mary Cottle (1578-1620)
                - Piers Edgcumbe (1609-1666) X (1636) Mary Glanvile (1606-?)
                  - Winifred Edgcumbe (1638-1694) X (1658) Thomas Coventry, 1er comte de Coventry (1629-1699)
                  - Richard Edgcumbe (1640-1688) X (1670) Anne Montagu (1649-1730)
                    - Anne Edgcumbe (1672-?) X Henry Pyne (1688-1713)
                    - Mary Edgcumbe (1673-1674)
                    - John Edgcumbe (1673-1674)
                    - Elizabeth Edgcumbe (1675-?)
                    - Piers Edgcumbe (1676-1758)
                    - Katherine (1677-1681)
                    - Margaret (1678-?)
                    - Suite de l'arbre généalogique : barons Edcgumbe

                  - Frances Edgcumbe (1644-1666) X Baynham Throckmorton (1640-?)
                  - Katherine Edgcumbe (1646-1646)
                  - Katherine Edgcumbe (1650-1685) X (1669) Baynham Throckmorton (1628-1681)

                - Richard Edgcumbe (1612-1613)
                - Thomas Edgcumbe (1614-1614)
                - Richard Edgcumbe (1615-1655)

              - Piers Edgcumbe (1565-1628) X ? (1584-1619)
                - Peter Edgcumbe (1608-?)
                - Agnes Edgcumbe (1619-?)

              - Edward Edgcumbe (1571-1630)
              - John Edgcumbe (1573-?) X ?
                - Jane Edgcumbe (1603-?)

              - Andrew Edgcumbe (1575-1640)
              - Katherine Edgcumbe (1575-?) X Edward Prideaux (1573-?)
              - Elizabeth Edgcumbe (1577-?) X John Specot (1561-1641)
              - Anne Edgcumbe (1679-1538) X (1613) Ambrose Manaton (1589-1651)

            - Richard Edgcumbe (1540-1579)
            - Katherine Edgcumbe (1541-1624) X (1557) Sir Henry Champernowne de Modbury (1538-1570)
            - Henry Edgcumbe (1547-1571)
            - Anne Edgcumbe (1560-?) X (1580) Hugh Dowrish (1555-?)

          - James Edgcumbe (≈1500-1574)
          - James Edgcumbe (≈1500-?)
          - Mary Edgcumbe (≈1500-?) X (1516) Sir John Arundell XI (1502-1557)
          - Joan Edgcumbe (1505-1570) X (1521) William Pomeroy (1503-1566)
          - Anne Edgcumbe (1506-?)
          - Katherine (1507-?) X (1551) John Batten (1507-?)
          - Jane Edgcumbe (1517-?)
          - Richard Edgcumbe (1525-1577)

        - Anne Edgcumbe (1473-?) X (1498) Andrew Hillersdon (1472-?)
        - Margaret Edgcumbe (1475-1520) X (1502) William Courtenay de Powderham (1477-1535)
        - Elizabeth Edgcumbe (1485-?) X (1505) Wymond Raleigh (1485-1567)

      - John Edgcumbe (1450-?)
      - Piers Edgcumbe (1455-1500)

### Suite de l'arbre généalogique
- Richard Edgcumbe, 1er baron Edgcumbe (1680-1758) X (1715) Matilda Furnese (1699-1721)
  - Richard Edgcumbe, 2e baron Edgcumbe (1716-1761)
  - Henry Edcgumbe (1718-?)
  - George Edgcumbe, 1er comte de Mount Edgcumbe (1720-1795) X (1761) Emma Gilbert (1729-1807)
    - Richard Edgcumbe, 2e comte de Mount Edgcumbe (1764-1839) X (1789) Sophia Hobart (1768-1806)
      - Emma Edgcumbe (1791-1872) X (1818) John Cust, 1er comte Brownlow (1779-1853)
      - Caroline Edcgumbe (1792-1824) X (1812) Ranald MacDonald, 20e chef du Clan Macdonald de Clanranald
      - William Edgcumbe, vicomte de Valletort (1794-1818)
      - Ernest Edgcumbe, 3e comte de Mount Edgcumbe (1797-1861) X (1831) Carolina Feilding (1808-1881)
        - William Edgcumbe, 4e comte de Mount Edgcumbe (1833-1917) X (1858) Katherine Hamilton (1840-1874) (dont descendance) puis épouse Caroline Edgcumbe (1839-1909) en 1906 (sans descendance).
          - Victoria Edcgumbe (1859-1920) X (1880) Algernon Percy (1851-1933)
          - Alberta  Edgcumbe (1861-1941) X (1891) Henry Lopes, 1er baron Roborough (1859-1938)
          - Edith Edgcumbe (1862-1931) X (1892) John St Aubyn, 2e baron St Levan (1857-1940)
          - Piers Edgcumbe, 5e comte de Mount Edgcumbe (1865-1944) X (1911) Edith Villiers (1840-1874)

        - Caroline Edgcumbe (1838-1915)
        - Ernestine Edgcumbe (1843-1925)

      - George Edgcumbe (1800-1882) X (1834) Fanny Shelley (1811-1899)
        - Caroline Edcgumbe (1839-1909) X (1866) Atholl Liddell, 3e comte de Ravensworth (1833-1904) (sans descendance) puis épouse William Edgcumbe, 4e comte de Mount Edgcumbe (1833-1917) en 1906 (sans descendance).
        - Emma Edgcumbe (?-1854)
        - Elizabeth Edgcumbe (1841-1918) X (1874) Albert Thornton-Wodehouse (1840-1914)
        - Richard Edgcumbe (1843-1937) X (1872) Mary Monck (1844-1923) (dont descendance) puis épouse Henrietta Jones en 1926 (sans descendance).
          - Kenelm Edgcumbe, 6e comte de Mount Edgcumbe (1873-1965) X (1906) Lilian Arkwright (1877-1964)
            - Hilaria Edgcumbe (1908-2009) X (1933) Denis Gibbs (1905-1984)
            - Katherine Edgcumbe (1910-1989) X (1936) Francis de la Poer Beresford-Peirse (1911-1986) (dont descendance) puis épouse Richard Mulhallen (sans descendance).
            - Margaret Edgcumbe (1912-1988) X (1932) Conolly McCausland (1906-1968)
            - Piers Edgcumbe (1914-1940)

        - Edward Edgcumbe (1847-1890) X (1868) Constance Burrowes (?-1922)
          - Florence Edcgumbe (?-?)
          - George Edgcumbe (1869-1947) X (1897) Georgina Bell (?-1941)
            - Frances Edgcumbe (1897-?) X (1920) Harold Scott (?-?)
            - Erina Edcgumbe (1898-?) X (1930) John Sutton (?-?)
            - Ernestine Edcgumbe (1899-?) X (1929) Edwin Clay (?-?)
            - Edward Edgcumbe, 7e comte de Mount Edgcumbe (1903-1982) X (1944) Victoria Campbell (?-1979)
            - George Edgcumbe (1907-1977) X (1935) Meta Lhoyer (?-?)
              - Richard Edgcumbe (1936-1943)
              - Robert Edgcumbe, 8e comte de Mount Edgcumbe (1939-2021) X (1960) Joan Wall (1941-2008) (dont descendance) puis épouse Beryl Cottrell (?-) en 2015 (sans descendance).
                - Valerie Edcgumbe (1960-)
                - Megan Edgcumbe (1962-)
                - Tracy Edgcumbe (1966-) X (1988) Colin Rush (?-)
                - Vanessa Edgcumbe (1969-) X Ralph Winsor (?-)
                - Alison Edgcumbe (1971-2015)

            - George Edgcumbe (1907-1977) X (1944) Una George (?-?)
              - Piers Edgcumbe (1946-2019) X (1971) Hilda Worn (?-)
                - Prudence Edcgumbe (1972-)
                - Angela Edcgumbe (1975-) X M. Boland (?-) (dont descendance) puis épouse M. Craig (?-) (dont descendance).

              - Christophe Edcgumbe, 9e comte de Mount Edgcumbe (1950-) X Marion Stevenson (?-)
                - Emma Edgcumbe (1983-)
                - Douglas Edcgumbe, vicomte Valletort (1985-)

          - Ernest Edcgumbe (1870-1937) X (1896) Louisa Martin (?-1949)
            - Florence Edcgumbe (1900-1999) X (1925) Charles Howard (?-1972)
            - Jessie Edgcumbe (1911-2002) X (1934) Leslie Reeves (?-1986)

          - Richard Edgcumbe (1871-1908) X (1900) Annie Broughton (?-1964)
            - Constance Edcgumbe (1901-?) X (1922) Cecil Haysom
            - Caroline Edcgumbe (1902-?)
            - Edward Edgcumbe (1904-1983) X (1941) Mary Stone (?-?)
              - Margaret Edgcumbe (1942-) X (1981) William Smithyman (?-)
              - Richard Edgcumbe (1946-)

            - Acushla Edcgumbe (1906-1918)

        - Emily Edcgumbe (1850-1915) X (1871) George Earle (sans descendance) puis épouse James Thomson (1825-1893) en 1879 (dont descendance).

## Alliances

### Alliances anciennes (XIVesiècle-XVIIIesiècle)
Cette famille s'est alliée aux familles : de Cotehele (1352), Densett (1414), Holland (1437), Tremayne (1452), Derneford (1493), Hillersdon (1498), Courtenay de Powderham (1502), Raleigh (1505), Arundell (1516), Pomeroy (1521), St John de Bletso (1530), Tragian (1535), Batten (1551), Carew (1555), Luttrell (1555), Champernowne de Modbury (1557), Dowrish (1580), Denny (1582), Cottle (1608), Manaton (1613), Glanvile (1636), Coventry (1658), Throckmorton (1669), Montagu (1670), Prideaux, Pyne, Specot...

### Alliances contemporaines (XVIIIesiècle-XXIesiècle)
Cette famille s'est alliée aux familles : Furnese (1715), Gilbert (1761), Hobart (1789), Macdonald de Clanranald (1812), Cust (1818), Feilding (1831), Shelley (1834), Hamilton (1858), Liddell (1866), Burrowes (1868), Earle (1871), Monck (1872), Thornton-Wodehouse (1874), Thomson (1879), Percy (1880), Lopes (1891), St Aubyn (1892), Martin (1896), Bell (1897), Broughton (1900), Arkwright (1906), Villiers (1911), Scott (1920), Haysom (1922), Howard (1925), Jones (1926), Clay (1929), Sutton (1930), McCausland (1932), Gibbs (1933), Reeves (1934), Lhoyer (1935), de la Poer Beresford-Peirse (1936), Stone (1941), Campbell (1944), George (1944), Wall (1960), Worn (1971), Smithyman (1981), Rush (1988), Cottrell (2015), Boland, Craig, Mulhallen, Stevenson, Winsor...